# Olmen

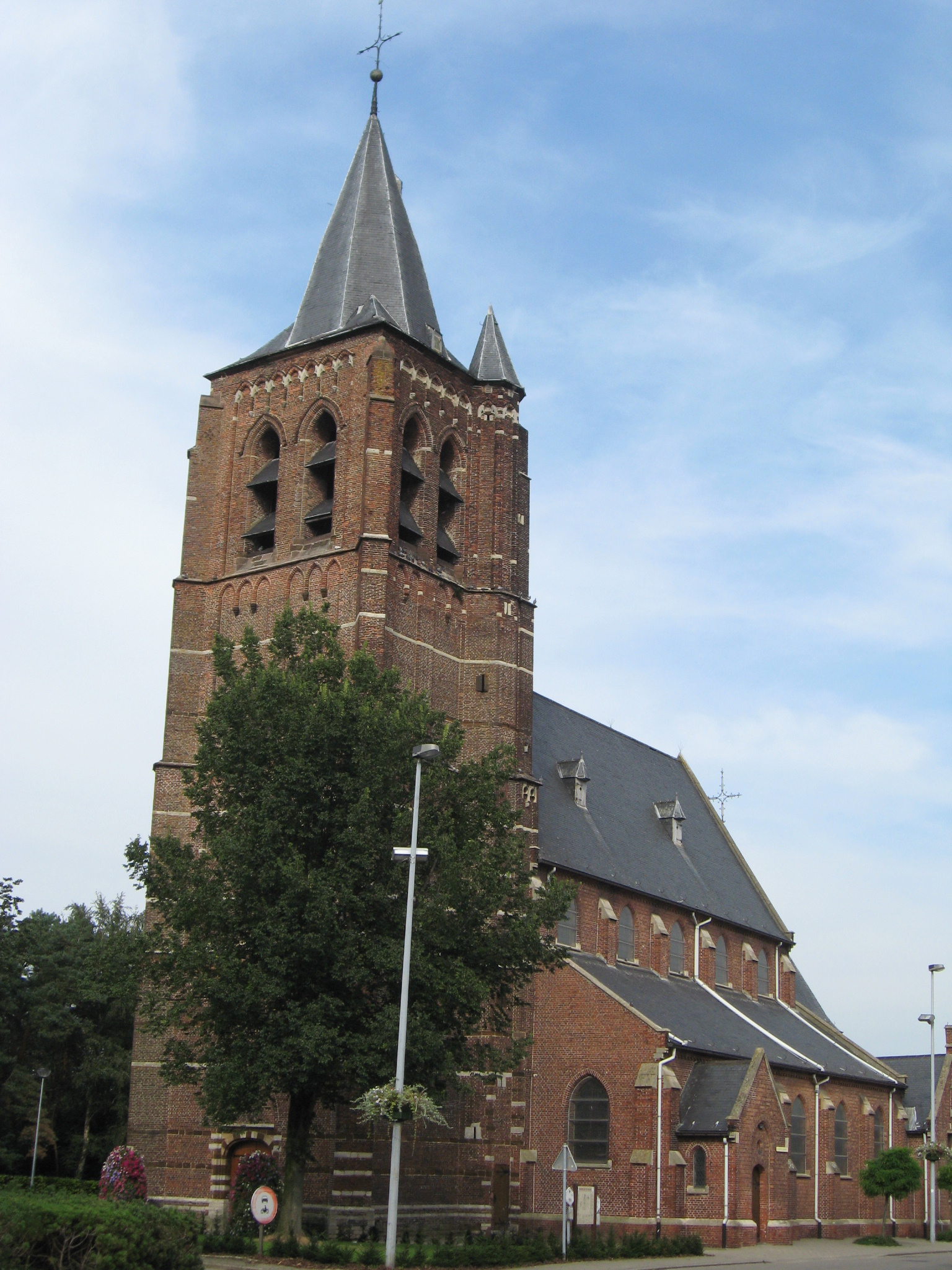
neogotische Sint-Willibrorduskerk

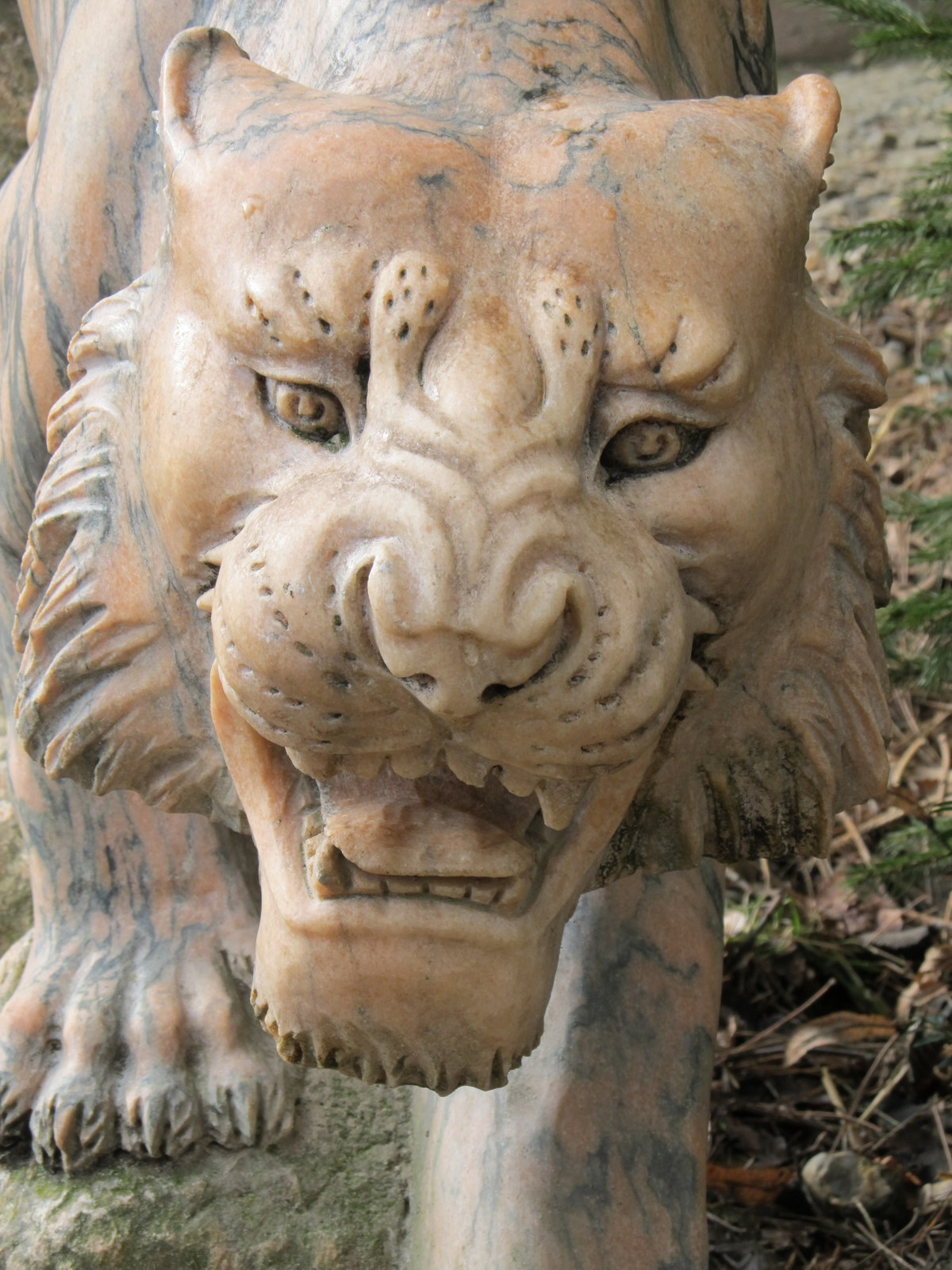
Beeld in de Olmense Zoo

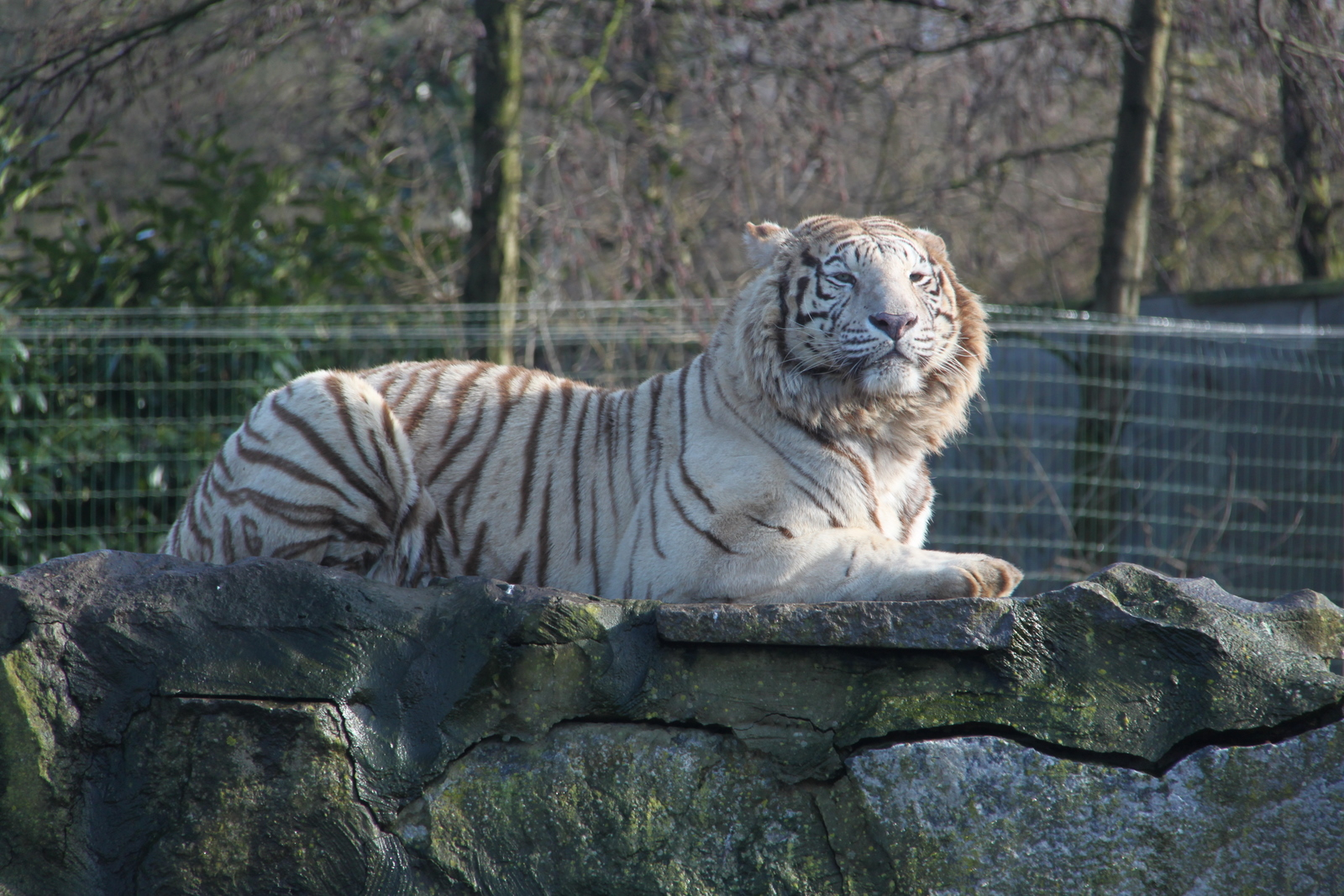
Witte tijger in de Olmense Zoo

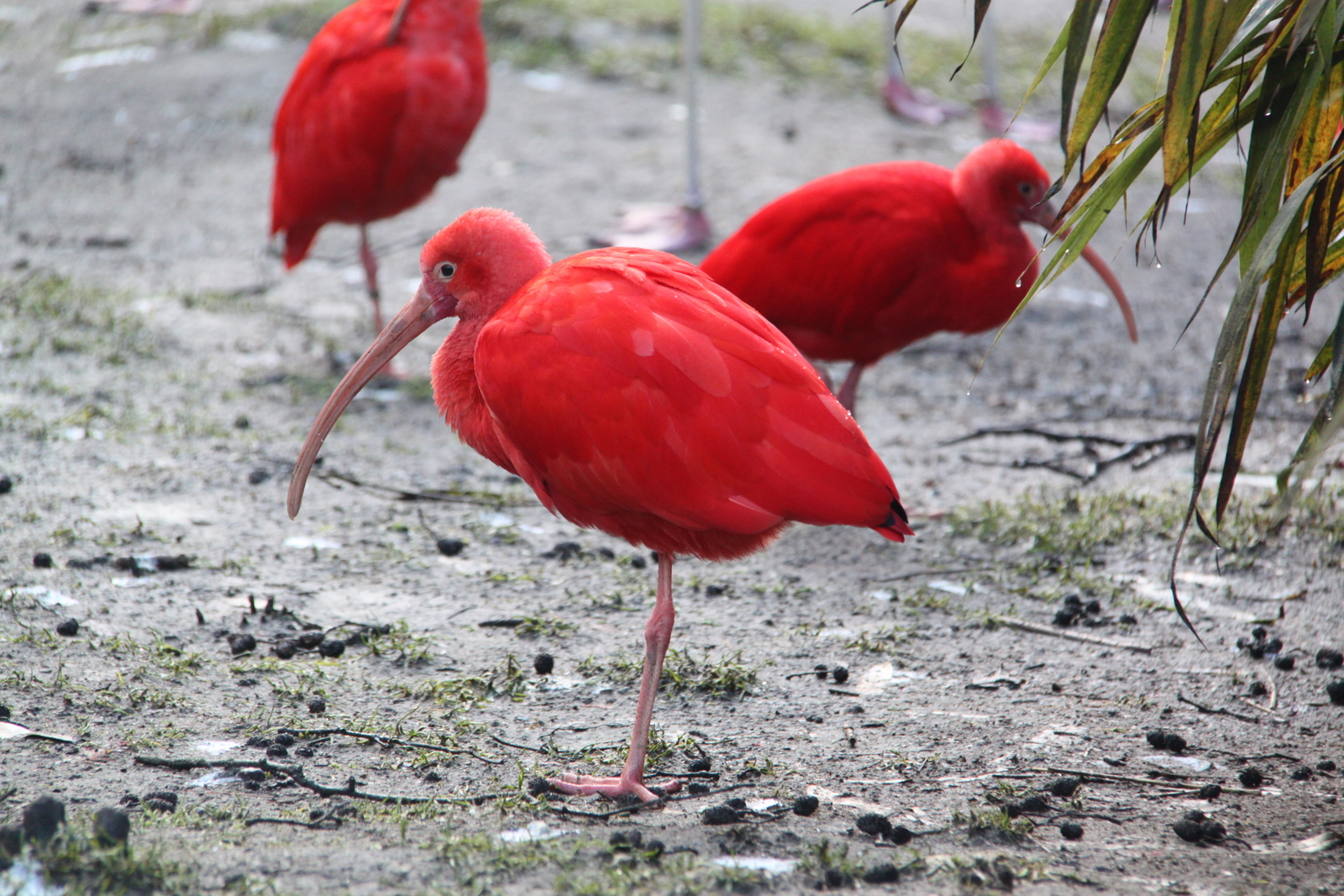
Rode Ibissen in de Olmense Zoo

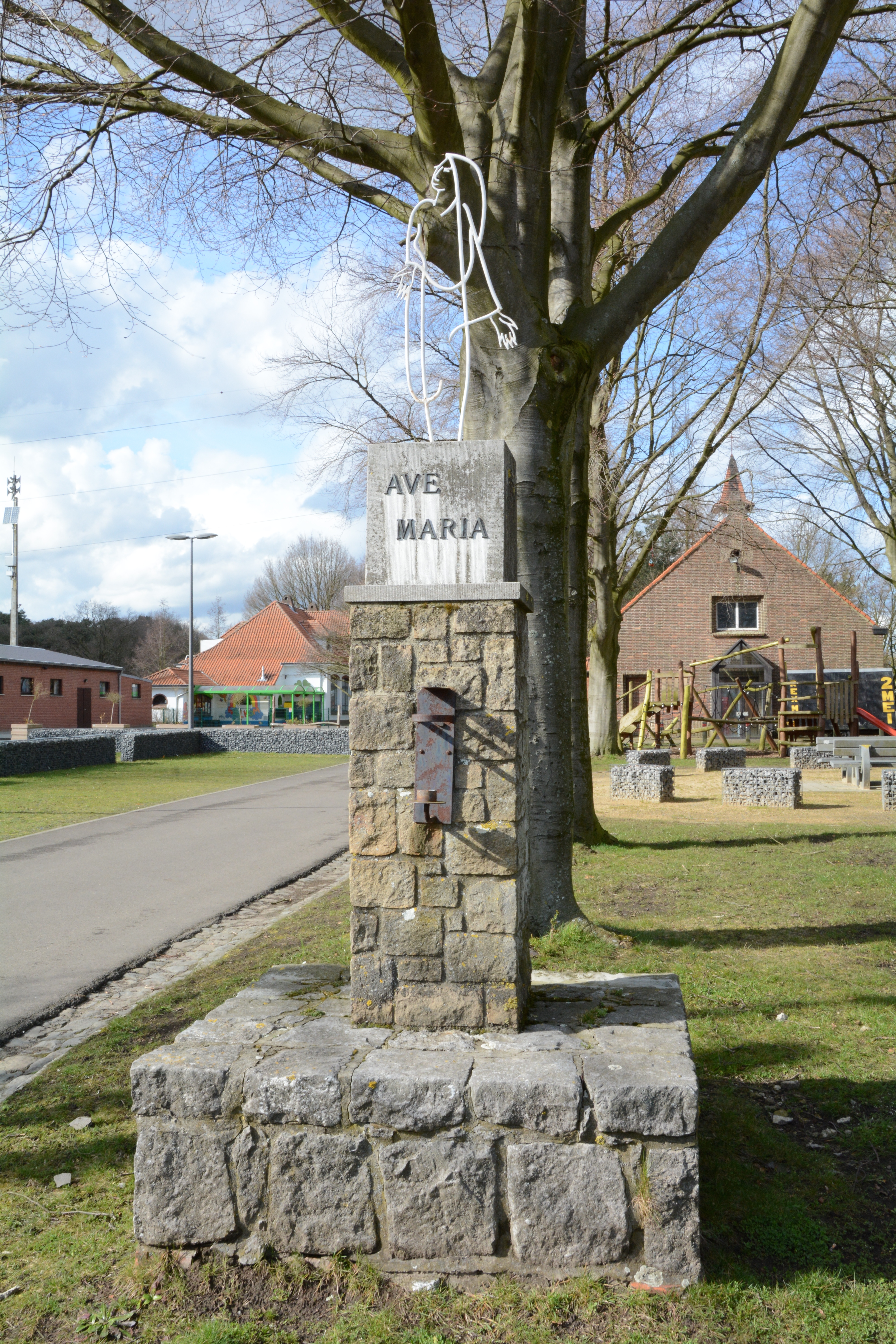
Mariabeeld in Stotert

Olmen is een dorp in de Belgische provincie Antwerpen en een deelgemeente van de gemeente Balen. Olmen was een zelfstandige gemeente tot aan de gemeentelijke herindeling van 1977.

## Toponymie
In 1288 werd Olmen voor het eerst vermeld als Olmele hetgeen iepenbos betekent.

## Geschiedenis
Van de voorgeschiedenis van Olmen is weinig bekend, slechts enkele Keltische en Romeinse vondsten getuigen daarvan. In 1288 was het dorp een allodium aan de oostgrens van het Hertogdom Brabant. Het patronaatsrecht en het tiendrecht was in bezit van de Abdij van Postel, toen nog een Priorij.
De heerlijkheid werd bestuurd door leden van de families Van Olmen, Brant, Van Crayenhem, Van Varick, Damant, Oem en Van Huldenbergh. Later werd het een zelfstandige gemeente, die in 1977 bij Balen werd gevoegd.
In 1858 kwam het Kanaal Dessel-Kwaadmechelen gereed en ook enkele verkeerswegen, waardoor de omgeving van Olmen werd ontsloten. Toch duurde het nog enige tijd voordat de industrialisatie van de streek op gang kwam. Wie geen werk had in de landbouw vond dat in het Luikse industriegebied. Later kwam er ook werkgelegenheid in de Kempense steenkoolmijnen. Anno 2020 wonen er vooral forenzen die in de nabijgelegen bedrijven werken. Op 6 december 2022 wonnen 165 mensen samen de EuroMillions jackpot van 142,9 miljoen euro via een krantenwinkel in Olmen.

## Bezienswaardigheden
- De neogotische Sint-Willibrorduskerk heeft een toren uit de 15de eeuw.
- De Oude Pastorij en omgeving zijn beschermd. De omgrachte pastorie heeft een poortgebouw uit 1713. Het oorspronkelijke gebouw stamt uit 1647 en was afhankelijk van de Abdij van Postel. Dit gebouw werd gesloopt in 1911 en vervangen door een bouwwerk van Pieter Jozef Taeymans in neotraditionalistische stijl. Het poortgebouw en de omgrachting bleven behouden.
- De Boskapel uit 1841
- De Straalmolen op de Grote Nete
- De Hoolstmolen op de Grote Nete
- Pakawi park, een dierentuin tot 2019 bekend als de Olmense Zoo.
- T’pleintje : uitgebreide speeltuin te kruisblokken waar alle childhoodmemories zijn ontstaan.

## Natuur en landschap
Net ten noorden van Olmen loopt de Grote Nete. Ten westen van het dorp ligt het Kanaal Dessel-Kwaadmechelen. Men vindt in de vallei van de Grote Nete enkele natuurgebieden, waaronder Griesbroek.

## Demografische ontwikkeling
- Bronnen:NIS, Opm:1806 tot en met 1970=volkstellingen; 1976 = inwoneraantal op 31 december

## Politiek

### Geschiedenis

#### Lijst van burgemeesters
| Periode | Periode     | Naam burgemeester              |
| ------- | ----------- | ------------------------------ |
|         | 1800 - 1807 | Jean Louis Ricquier            |
|         | 1808 - 1810 | Raeyen                         |
|         | 1810 - 1813 | Nicolet                        |
|         | 1813 - 1815 | Henricus De Backer             |
|         | 1815 - 1818 | Henricus Gerardus Schooffs     |
|         | 1818 - 1824 | Joseph Michaux                 |
|         | 1824 - 1830 | Petrus Franciscus Vaes         |
|         | 1830 - 1835 | Willebrordus Van Clemens       |
|         | 1836 - 1848 | Henricus Philippus Gaethoffs   |
|         | 1848 - 1874 | Leon Rommers                   |
|         | 1875 - 1908 | Hubert (Huibrecht) Vaes        |
|         | 1908 - 1919 | Victor Leysen                  |
|         | 1921 - 1933 | Eduard Luyten                  |
|         | 1933 - 1958 | Remi Oeyen (UCB)               |
|         | 1959 - 1965 | Emiel Dillen                   |
|         | 1965 - 1976 | Louis Oeyen (Gemeentebelangen) |

## Cultuur

### Evenementen

#### Carnaval
Het belangrijkste culturele evenement dat het folkloristisch karakter van Olmen hoog houdt, is carnaval. Elk jaar wordt carnaval in Olmen uitbundig gevierd. Op zondag is er een carnavalsbal. Hier begint carnaval voor de volwassenen. De volgende dag gaan kinderen en partijen in de voormiddag verkleed van deur tot deur ‘bedelen’. Ze zingen liedjes, waarvoor ze dan snoep of een centje krijgen.
In de vooravond houdt elke partij een ‘hanekap’, door iedereen te bezichtigen. Het is de bedoeling dat de kop van de haan er wordt afgeklopt. (De haan is al dood) Elke partij doet dit op een andere manier: op een ronddraaiend rad, met de fiets, geblinddoekt,... Wie de kop van de haan eraf klopt, is de nieuwe koning. Deze koning geeft dan een ‘vat’. Hij moet de hele tijd rondlopen met de kleren en steek.
De persoon die voor de koning had geslagen is de ordenance. Deze moet de stok - met een haan op - van de koning vasthouden.
De volgende dag is er een defilé. Alle leden van de partij hebben speciale kleren aan, in de kleuren van de vlag van de partij. Vervolgens komen ze samen op de markt, waar de koningen op het podium moeten, en de andere leden van de partijen hun koning toezingen. Na deze ceremonie gaat elke partij op kroegentocht door Olmen. ’s Avonds zijn er nog plaatselijke bals ter afsluiting van de carnavalsdagen.
Het Olmense carnaval is eigenlijk de "Vastenavondviering". Nog 2 dagen feesten om de 40 dagen vasten in te gaan. Het is niet vergelijkbaar met de carnavalvieringen die elders in het land plaatsvinden. In buurgemeente Oostham wordt wel op vergelijkbare manier nog "vastenavond" gevierd.

#### Rock Olmen
In het voorlaatste weekend van juli lokt het muziekfestival Rock Olmen zo'n 6000 bezoekers naar de dorpskern van Stotert.

## Sport
Voetbal: KVV Zwaluwen Olmen

## Bekende inwoners
- Jozef Cools (1926-1974), politicus

## Nabijgelegen kernen
Rosselaar, Oostham, Meerhout, Hulsen, Balen
Aartselaar · Antwerpen · Arendonk · Baarle-Hertog · Balen · Beerse · Berlaar · Boechout · Bonheiden · Boom · Bornem · Brasschaat · Brecht · Dessel · Duffel · Edegem · Essen · Geel · Grobbendonk · Heist-op-den-Berg · Hemiksem · Herentals · Herenthout · Herselt · Hoogstraten · Hove · Hulshout · Kalmthout · Kapellen · Kasterlee · Kontich · Laakdal · Lier · Lille · Lint · Malle · Mechelen · Meerhout · Merksplas · Mol · Mortsel · Niel · Nijlen · Olen · Oud-Turnhout · Putte · Puurs-Sint-Amands · Ranst · Ravels · Retie · Rijkevorsel · Rumst · Schelle · Schilde · Schoten · Sint-Katelijne-Waver · Stabroek · Turnhout · Vorselaar · Vosselaar · Westerlo · Wijnegem · Willebroek · Wommelgem · Wuustwezel · Zandhoven · Zoersel

België: Provincies · Gemeenten